# Port lotniczy Kumasi
Port lotniczy Kumasi – port lotniczy zlokalizowany w ghańskim mieście Kumasi. Obsługuje połączenia lotnicze ze stolicą - Akrą.

## Linie lotnicze i połączenia
| Linia Lotnicza        | Kierunek      |
| --------------------- | ------------- |
| Africa World Airlines | 1. Akra       |
| Passion Air           | 1. Akra 2. Wa |